# Kilasu Massamba
Victor Kilasu Massamba (24 de noviembre de 1948 - 25 de junio de 2020) fue un centrocampista de fútbol congoleño que jugó para Zaire en la Copa Mundial de la FIFA de 1974. También con esta selección, terminó cuarto en la Copa Africana de Naciones 1972  y también jugó en la Copa Africana de Naciones 1976. A nivel de clubes, jugó para AS Dragons.